# Tempelj Džambukešvarar, Thiruvanaikaval
Tempelj Džambukešvarar, Thiruvanaikaval (tudi Thiruvanaikal) je znan Šivin tempelj v okrožju Tiručirapali (Trichy) v zvezni državi Tamil Nadu v Indiji. Čeprav je Kocenganan (Kočengat Čola), eden od zgodnjih Čolov, zgradil ta tempelj. Stoji na otoku Srirangam, kjer je znameniti tempelj Ranganathašvami.
Thiruvanaikal je eden od petih glavnih Šivinih templjev v Tamil Nadu (Panča Bhota Stalam), ki predstavljajo Mahābhūto ali pet velikih elementov; ta tempelj predstavlja element vode ali neer v tamilščini. Svetišče Džambukešvara ima podzemni vodni tok in kljub črpanju vode je vedno napolnjeno z vodo.
Je eden od 275 Paadal Petra Sthalams, kjer so vsi štirje najbolj cenjeni Najanari (Šaivitski svetniki) v tem templju opevali slavo božanstva. Tempelj ima napise iz obdobja Čola.

## Zgodba za templjem
Nekoč se je Parvati posmehovala Šivini pokori za izboljšanje sveta. Šiva je želel obsoditi njeno dejanje in ji je naročil, naj gre iz Kailasama (Šivinega bivališča) na zemljo, da bi se pokorila. Parvati v obliki Akilandešvari je po Šivini želji našla gozd Džambu (Thiruvanaikoil), da opravi svojo pokoro. Naredila je lingam iz vode reke Kaveri (imenovane tudi reka Poni) pod drevesom Ven Naval (drevo Ven Naval na vrhu svetega Džambuja) in začela svoje čaščenje. Lingam je znan kot Apu Lingam (vodni lingam). Šiva je končno dal daršan Akilandešvari in jo naučil Šiva Gnana. Akilandešvari je vzela Upadeso (lekcije) obrnjena proti vzhodu od Šive, ki je stal obrnjen proti zahodu.
Bila sta dva Šiva Gana (Šivina učenca, ki živita v Kailašu): 'Maljavan' in 'Pušpadanta'. Čeprav sta Šiva Gana, se med seboj vedno prepirata in borita za eno ali drugo stvar. V enem boju je 'Maljavan' preklel 'Pušpadanta', da postane slon na zemlji, slednji pa je preklel prvega, da postane pajek na zemlji. Slon in pajek sta prišla v Thiruvanaikaval in nadaljevala s čaščenjem Šive. Slon je zajemal vodo iz reke Kaveri in vsak dan izvajal umivanje lingama pod drevesom Džambu (Eugenia jambolana, drevo javanska sliva). Pajek je zgradil svojo mrežo čez lingam, da bi preprečil, da bi suho listje padlo nanj, in preprečil, da bi sončna svetloba neposredno padla nanj. Ko je slon videl mrežo in mislil, da je prah na lingamu. Slon jo je raztrgal in očistil lingam s polivanjem z vodo in praksa se je nadaljevala vsak dan. Pajek se je nekega dne razjezil in zlezel v slonov rilec ter slona ugriznil do smrti in se ubil. Šiva v obliki Džambukešvara, ganjen nad globoko predanostjo obeh, ju je osvobodil prekletstva. Ker je slon tukaj častil Šivo, je ta kraj postal znan kot Thiru Aanai Kaa (thiru pomeni sveti, aanai je slon, kaa (kaadu) pomeni gozd). Kasneje je ime 'Thiruanaika' postalo 'Thiruvanaikaval' in 'Thiruvanaikoil'.
Kot rezultat tega, da je zagrešil greh z ubijanjem slona, se je v naslednjem rojstvu pajek rodil kot kralj Kočengot Čola (kotčengannan čolan, kar pomeni 'rdečeoki kralj') in je zgradil 70 templjev in ta tempelj je eden izmed njih. Poročilo o tem, da je Čola skupaj s tem templjem zgradil sedemdeset templjev, je omenjeno v Nalajira Divja Prabandham. Spomnil se je svojega sovraštva s slonom v svojem prejšnjem rojstvu, je zgradil Siva Sanathi (sanctorum) tako, da niti majhen slon ne more vanj. Vhod v svetišče Džambukešvara je visok le 1,2 m in širok 0,75 m.
Za kraljevimi rdečimi očmi je bila zgodba – ko je bil v maternici svoje matere, je palačni astrolog napovedal sveti čas za porod, da bi novorojenčku omogočil dobro počutje. Kraljica je začela porod zgodaj, pred časom, ki ga je napovedal astrolog. Kraljica je zato rekla služabniku, naj jo za čas obesi z glavo navzdol, da bo imela modrega in krepostnega sina, ki bo lahko pravično vodil kraljestvo. Ta čas čakanja v maternici je otroku povzročil rdeče oči. Ko je postal kralj, je zgradil tempelj za Šivo in boginjo Akilandešvari v imenu Anaika (zaščiten slon), kasneje pa se je spremenil v Thiruvanaikovil.

## Arhitektura
Masivna zunanja stena, ki prekriva peto območje, znano kot Vibudi Prakara, se razteza več kot miljo in je debela dva metra ter visoka več kot 25 metrov. Legenda trdi, da je zid zgradil Šiva v sodelovanju z delavci. Četrto območje vsebuje dvorano s 796 stebri in je do leta 1493 merila 742 m.[8] Ima tudi majhen rezervoar, ki ga napajajo trajni izviri. Tretji prostor je velik 227 krat 60 m in je obdan z zidom, visokim 9 m. To območje ima dve gopuri (prehodna stolpa), visoki 22 in 30 m, kokosov thopu in majhen rezervoar za vodo. Drugi prostor je velik 93 krat 60 m, gopura visoka 30 m in več majhnih svetišč. Najbolj notranji prostor, ki meri 38 krat 37 m, ima svetišče.
Sanctum sanctorum je kvadratna struktura, ki je neodvisno v središču najbolj notranjega ograjenega prostora. Na strehi svetišča je vimana. Struktura je odprta s treh strani, s plitvim jarkom, ki jo ločuje od krožne poti najbolj notranjega ograjenega prostora. Sthala-vrikšam ali sveto drevo tukaj je bela džambuka (tamilsko வெண் நாவல் மரம்) - javanski klinčevec (Syzygium cumini), ki raste vzdolž jugovzhodne stene sanctum sanctorum. Deblo drevesa je zaščiteno z obzidano konstrukcijo. Zahodna stran svetišča, od koder se vidi božanstvo, se nadaljuje z veliko zaprto dvorano, Mukha Mandapa, ki vsebuje štiri stebre in bronastega Nandijevega idola. Mukha Mandapa ima velika okrašena zahodna vrata, pozlačena s srebrom, ki tvorijo glavni vhod. Na južni in severovzhodni strani sta tudi dva dodatna vhoda v Mukha Mandapa. Niz treh stopnic se spusti na raven sanctum sanctorum iz Mukha Mandape. Božanstvo je opazovano skozi kamnito okno, ki je sestavni del zahodnega obraza sanctum sanctorum. Okno ima devet odprtin za gledanje, ki naj bi predstavljale Navagraho. Nad oknom je plošča v nizkem reliefu, ki prikazuje sthala puranam: Drevo džambuka, ki raste iz glave modreca med meditacijo, skrajno desno; lingam Džambukešvarar pod drevesom; pajek in slon, ki častita lingo skupaj z boginjo Parvati, ki stoji levo od linge. Sanctum sanctorum je razdeljen na Ardha Mandapa ali Antaralam (katerega zahodna stena nosi okno) in garbhagriha, kjer domuje božanstvo Džambukešvarar. Vhod v sanctum je skozi majhna vrata na južni steni, visoka približno 4 metre. Ardha Mandapa je približno 1,2 X 1,2 m in vsebuje idola boginje Parvati na desni strani vrat v garbhagriha. Bhakte so sprejeti v skupinah po šest v Ardha Mandapo med sevami, kot je Abhišekam ali ob plačilu majhne pristojbine. Garbhagriha je širša struktura v primerjavi z Ardha Mandapo. V središču, Brahma Sthana, je samo-manifestirana linga Džambukešvararja. Zgornji stožčasti del linge je bakrene barve, medtem ko je joni-bhaga ali podstavek iz črnega granita. Na mestu pritrditve linge na podstavek je viden medeninast obroček. Višina linge je približno 3 metre od tal svetišča. Garbhagriha in Ardha Mandapa sta od znotraj neokrašena, edini vir osvetlitve v svetišču so ghee luči. Iz linge naj bi izviral tok vode, kar se običajno prikaže kot premočena oblačila, v katera je ogrnjena. Med monsunom se pretok vode močno poveča. Glavno božanstvo templja je Džambukešvara, ki predstavlja element vode. Upodobljen je sedeč pod drevesom džambu, ki raste nad majhnim potokom, ki v deževnem obdobju pogoltne božanstvo. Tempelj velja tudi za bivališče boginje Akilandešvari, ene od oblik boginje Parvati. Največja dela, povezana s tem templjem, vključujejo tempelj Tiruvanaikaval in Kilvelur Akšjalingašvami.

### Svetišče boginje Akilandešvari
Tempeljski idoli so nameščeni drug nasproti drugega - takšni templji so znani kot Upadesa Sthalams. Ker je bil Devi kot učenec in Džambukešvara kot Guru (učitelj) v tem templju, v tem templju ni Thiru Kaljanam (poroke) za Šivo in Parvati, za razliko od drugih Šivinih templjev. Sanathi boginje Akilandešvari in sanathi Prasana Vinajaka sta v obliki pranava mantre, imenovane Aum. Domneva se, da je bil Aman v templju v globoki jezi, zato je med enim od obiskov Adi Sankare namestil idola Prasana Ganapathi točno nasproti njenega Sanathija in namestil par thatank (uhanov) Sri Čakra, da bi zmanjšal njeno jezo.
V templju je prisotna skulptura Ekapada Trimurti, aspekt Šive z božanstvi Višnu in Brahma, ki izhajata iz nje, kar je mogoče videti samo v templju Thyagaraja, Tiruvotijur.
Obstaja veliko napisov različnih kraljev Čola iz 11. do 12. stoletja, ki kažejo na dodelitev templju. Tempelj je močno razširil kralj Hojsala, Somešvara, sin Vira Narasimhe. V letih 1236-1237 n. št. je zgradil veliko svetišč, in sicer Valališvara, Padumališvara, Vira Narasingešvara in Somlešvara, očitno poimenovana po njegovem dedku Balala II., babici Padmaladevei, očetu Viri Narasimhi in teti Somali Devi. 7-nivojsko radžagopuro naj bi prav tako zgradil kralj Hojsala. Zunaj templja so ločena svetišča, in sicer Adhi, ki ima tipično zgradbo kot glavna svetišča. Tempelj in njegove pagode so med letoma 1751 in 1755 n. št. pogosto osvajale francoske in angleške sile. Tempelj so v 19. in zgodnjem 20. stoletju na veliko vzdrževali Velalari in Natukotai Četiari.

## Verski pomen templja
Panča Bhoota Sthalam (sanskrt पञ्चभूतस्थलानि Pañcabhūtasthalāni) se nanaša na pet Šivinih templjev, od katerih vsak predstavlja manifestacijo petih glavnih elementov narave - vesolja, zraka, ognja, vode in zemlje. Panča pomeni pet, Bhoota pomeni elemente in Sthala pomeni kraj. Vsi ti templji so v južni Indiji s štirimi od teh templjev v Tamil Nadu in enim v Andra Pradeš. Verjame se, da je pet elementov vključenih v pet lingamov in vsak od lingamov, ki predstavljajo Šivo v templju, ima pet različnih imen glede na elemente, ki jih predstavljajo. V templju Thiruvaanaikaval naj bi se Šiva manifestiral v obliki vode (Apu Lingam). Druge štiri manifestacije so Prithivi Lingam (predstavlja zemljo) v templju Ekambarešvarar, Akasa Lingam (predstavlja nebo) v templju Thillai Nataraja, Čidambaram, Agni Lingam (predstavlja ogenj) v templju Anamalaijar in Vaju Lingam (ki predstavlja zrak) v templju Srikalahasti.

## Kultura
V tretjem ograjenem prostoru je kokosov nasad z majhnim rezervoarjem, kamor so en dan v letu prinašali idola procesije iz sosednjega templja Sriranganathašvami. Ker je boginja Akhilandešvari v tem templju častila svojega moža lorda Šivo, se tudi danes opoldne 'Arčakar' (glavni svečenik) obleče kot ženska in opravi pudžo Džambukešvari in kravi. Opoldanski pudža je zelo znan in vsak dan se ga udeleži množica romarjev. Za to priložnost se uporablja posebna sorta črne krave, imenovana Karum Pasu. Anabhišekam to lingam (umivanje s kuhanim rižem) je dnevni ritual, ki se izvaja v templju. Tempelj je eden od gostiteljev letnega Natjanjali, festivala klasičnega indijskega plesa. Tempelj ima tudi šolo za urjenje nadhašvaram, klasičnega piščalskega instrumenta v Tamil Naduju.
Obstaja legenda, da je Parvati kot Akhilandešvari tukaj častila Šivo in postavila idola v svetišče. Po legendi duhovnik izvaja pudžo vsak dan. Domneva se, da je svetnik Adi Šankara boginji Akhilandešvari ponudil uhane z izrezljano Šri Džantro. Skupno je s templjem povezanih devet vodnih teles.

## Galerija
- Drugo območje templja
- Drugo območje templja
- TVrata templja
- Skulptura v stenah templja
- Visoki Radžagopuram z enim od tempeljskih voz
- Thiruvanaikaval Kirtimukha vrh gopure s papigo z obročastim vratom, ki sedi zraven